# Try (bài hát của Colbie Caillat)
"Try" là một bài hát được thu âm bởi nữ ca sĩ kiêm sáng tác người Mỹ Colbie Caillat, được phát hành dưới dạng đĩa đơn đầu tiên trích từ album phòng thu thứ năm của cô mang tên Gypsy Heart (2014). Bài hát này được Babyface sản xuất và chắp bút cùng Jason Reeves và chính Caillat. Về mặt ca từ, bản ballad mang tiết tấu trung này truyền tải thông điệp đừng nên gắng gượng để trở thành một người khác chỉ để làm thỏa mãn bất cứ một ai. Nó được các nhà phê bình đón nhận nồng nhiệt, khi ghi nhận nó như là một bản ballad giản dị nhưng đầy uy lực.
Để quảng bá cho bài hát, một video lời nhạc có sự góp mặt của nhiều người hâm mộ là nữ giới và các nữ nghệ sĩ nổi tiếng như Sheryl Crow, Sara Bareilles, Christina Perri và Jessie J khi họ không trang điểm, nhằm nhấn mạnh thông điệp của bài hát, được phát hành vào ngày 10 tháng 6 năm 2014. Sau đó, một video âm nhạc chính thức được phát hành vào ngày 8 tháng 7 năm 2014, có sự góp mặt của chính Caillat cùng với nhiều phụ nữ khác trước và sau khi họ trang điểm và đội tóc giả. Video này là một hiện tượng lan truyền trên mạng toàn cầu, khi đạt đến ngưỡng 24 triệu lượt xem trong chưa đầy 2 tháng phát hành.

## Bối cảnh thực hiện

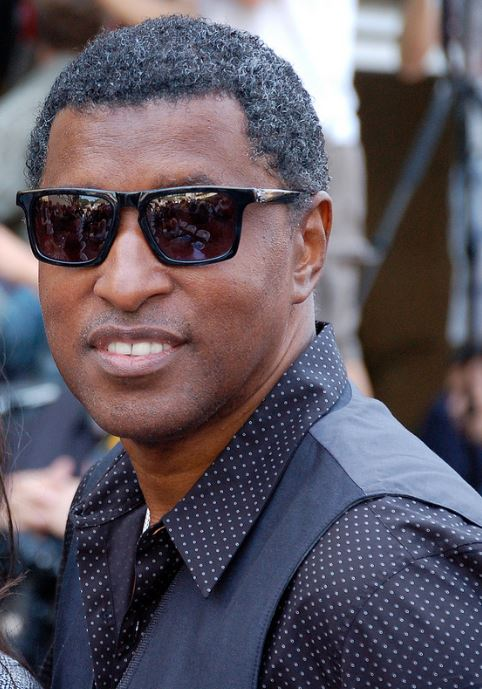
Kenneth "Babyface" Edmonds đồng sáng tác nhiều bài hát trong album mới của Caillat, có bao gồm cả đĩa đơn "Try".

Sau khi cho ra mắt album Giáng sinh đầu tiên của cô, Christmas in the Sand (2012) và tham gia phần nhạc phim cho Safe Haven (2013) trong bài hát song ca cùng Gavin DeGraw mang tên "We Both Know", Caillat bắt tay vào khâu thu âm cho album mới vào mùa hè năm 2013 với chủ đề "rung động những năm 70" cùng nhà sản xuất John Shanks. Nó được dự định phát hành vào tháng 11 năm 2013, tuy vậy, sau khi bàn bạc cùng Ryan Tedder, Caillat quyết định thu âm một album với giai điệu "pop, mang tiết tấu nhanh và dance" hơn. Caillat cũng đồng thời làm việc cùng với nhà sản xuất và sáng tác người Mỹ Kenneth "Babyface" Edmonds cho album lần này, cô giải thích rằng, "Tôi thực hiện 4 hay 5 bài hát. Tôi quý anh ấy như là một nhà sản xuất và sáng tác đại tài. Tôi chỉ cần bảo anh ấy bất cứ phong cách nào mà tôi cảm thấy có hứng và chúng tôi cứ thế mà sáng tác thôi. Anh ấy hệt như một vị thánh trong việc sản xuất dòng nhạc R&B. Bài hát đầu tiên mà chúng tôi viết cùng nhau là một bài hát hoàn toàn mang giai điệu folk. Nó còn có cả đàn banjo trong đó nữa! Bài hát kế tiếp sẽ là R&B-pop và bản tiếp sau mà chúng tôi thực hiện hoàn toàn là một bài ballad chơi trên dương cầm, không có hòa âm - mà chỉ hoàn toàn trung thực và nhạy cảm mà thôi."
Bài hát mang giai điệu synthpop mang tên "Hold On" được phát hành dưới dạng đĩa đơn đầu tiên trích từ album. Dù vậy, nó không thể gây được hiệu ứng trên các bảng xếp hạng, album này vì thế cũng bị hoãn lại. Caillat và hãng đĩa cho rằng họ nên tiếp tục việc sản xuất để xem có bất cứ tín hiệu nào tốt hơn hay không. Phản hồi này làm Caillat thất vọng khi cô bị chính hãng đĩa từ chối và khuyên cô nên tìm cho mình "các thể loại âm nhạc mới" trong album tiếp theo. Sau đó, cô viết hơn 60 bài hát cho album lần này. Cô chia sẻ: "Khi bị cho rằng công sức của bạn là chưa đủ -- để trở nên tốt hơn, để giống như những nghệ sĩ nhạc pop ở ngoài kia với những bộ cánh quyến rũ và chỉnh giọng của họ theo Auto-tune -- khi bị so sánh với một ai đó quá khác biệt, điều đó khiến tôi bị tổn thương". Sau đó, Caillat quyết định phát hành một đĩa mở rộng trước khi phát hành album, khi khẳng định rằng "12 bài hát [là] quá nhiều để nghe qua cùng một lúc. Khi tôi mua một bản ghi âm nào đó, tôi chỉ nghe đến năm bài hát là cùng, sau đó tôi không muốn nghe thêm nửa còn lại của bản ghi âm đó nữa. Mọi người có thể nghe trước năm bài hát đầu tiên, để họ phải lòng với chúng, hiểu tường tận chúng và để vài tháng sau đó, họ sẽ có nửa còn lại của bản ghi âm đó để tải về"." Để quảng bá cho "Gypsy Heart: Side A", "Try" là đĩa đơn duy nhất được trích từ EP này và được phát hành trên các Cửa hàng iTunes dưới dạng "Đĩa đơn của tuần" trong tuần lễ từ ngày 9 đến ngày 16 tháng 6 năm 2014 và được phát hành trên các trạm phát thanh chính vào đầu tháng 9.

## Sáng tác và cảm hứng
"Try" được Kenneth "Babyface" Edmonds tham gia sản xuất và chắp bút cùng Jason Reeves, Antonio Dixon và chính Colbie Caillat.. Holly Williams của Contact Music ghi nhận bài hát "ngập tràn âm thanh nhẹ nhàng của guitar mộc, tiếng synth lấp lánh và tiếng đàn dương cầm ở đôi chỗ góp phần đưa bài hát lên một trạng thái cực kì dễ chịu với chất giọng nhẹ nhàng của Colbie... gần như đang mời gọi bạn hát cùng cô ấy." Theo Billboard, "bài hát là kết quả từ một 'trải nghiệm thoáng qua' của Caillat, người chuyển thể từ sự thất vọng của bản thân về quá trình thực hiện album sang một thông điệp nhằm tôn vinh niềm tin vào bản thân ở phụ nữ."
Trong một buổi phỏng vấn cho Elle, Caillat thú nhận mới chỉ nảy ra ý tưởng cho bài hát này khi bước vào phòng thu cùng "Babyface", cô kể cho anh về những áp lực mà cô phải gánh chịu vì phải cố gắng trở thành một người không phải là cô, cả về mặt nhạc lý lẫn hướng đi. Cô khẳng định, "Cho dù không muốn làm điều đó, tôi vẫn chỉ muốn làm mọi người hạnh phúc. Anh ấy bật cười và nói, chúng ta sẽ không làm việc đó đâu. Đó không phải là cô và đó là một đòi hỏi vô cùng ngớ ngẩn. Chính tại đó khiến tôi có được sự tự do trong các ý tưởng." Anh ấy nói rằng, "Hãy cùng viết chính xác những gì mà họ đòi hỏi cô phải thực hiện - khiến cô phải thay đổi bản thân mình." Chúng tôi bắt đầu lướt qua những điều mà phái đẹp phải sửa soạn mỗi ngày để ra ngoài. [...] Vậy nên chính Babyface tạo cảm hứng cho tôi để viết nên bài hát này và tất cả đều dựa trên những trải nghiệm của riêng cá nhân tôi." Cô chia sẻ "Bài hát này không phải nói về việc chúng ta không nên trang điểm cho bản thân, mà ý muốn nói đôi lúc không chăm chút cho mình cũng không sao." Cô còn chia sẻ trên People: "[Edmonds và các tác giả khác nói với tôi] không cần phải cố gắng trở thành bất cứ ai cả, bởi vì mọi người đều yêu quý con người thật của tôi."

## Đánh giá chuyên môn
"Try" được các nhà phê bình âm nhạc đánh giá vô cùng tích cực. Jason Lipshut từ Billboard đã gọi đây là một bài hát "đầy uy quyền" [...] dành cho các cô gái trẻ cùng với việc nhấn mạnh giá trị của bản thân." Emileen Lindner của MTV News cũng đồng quan điểm với Jason, khi gọi đây là một bản "ballad đầy uy lực". Holly Williams của Contact Music gọi nó là "một bài hát pop tuơi sáng cùng với phần giai điệu giản dị một cách không thể phủ nhận, nhưng phần lời nhạc, tuy có phần hơi nhàm chán và trịch thượng, nhưng vẫn tạo được hiệu ứng cao trào cho người nghe. Chính bạn có thể cảm thấy được sự chân thành một cách giản dị của nó và, nói thật đi, Colbie không cần phải cố gắng tí nào." Marcus Floyd từ Renowned for Sound cho rằng Caillat "lại lần nữa gây được cảm hứng ca từ cùng với 'Try', một khía cạnh nhẹ nhàng của cô được hé lộ khi bạn nghe được sự chân thật trong giọng hát của cô ấy khi cô đang thuyết phục bạn không nên cố sức để thuyết phục thiên hạ mà hãy là chính mình." Matt Collar của trang Allmusic chọn bài hát này như là một điểm nhấn của EP.

## Diễn biến xếp hạng
"Try" mở đầu tại Billboard Hot 100 trên ấn bản ngày 26 tháng 7 năm 2014 ở vị trí thứ 69. Cho đến nay, bài hát đạt đến vị trí thứ 55, trở thành bài hát đạt đến top 60 tại Hot 100 đầu tiên của cô, kể từ sau bài hát ăn khách vào năm 2011 "Brighter Than the Sun". Nó cũng có mặt trên Adult Top 40 và Adult Contemporary ở các vị trí lần lượt tại thứ hạng 24 và 22. Tại Úc, nó vuơn tới thứ hạng 67 và vị trí thứ 13 tại Đan Mạch.

## Video âm nhạc
Vào ngày 10 tháng 6 năm 2014, Colbie đăng tải một video lời nhạc cho bài hát này trên trang YouTube của cô. Trong video, Caillat cùng người hâm mộ là nữ giới và các nữ nghệ sĩ khác như Sheryl Crow, Miranda Lambert, Kelly Osbourne, Sara Bareilles, Hillary Scott của nhóm nhạc Lady Antebellum, Natasha Bedingfield, Christina Perri và Jessie J xuất hiện trong trạng thái không trang điểm, nhằm nhấn mạnh thông điệp của bài hát về vẻ đẹp thực sự bên trong. Cô khẳng định trong khi đang xuất hiện trên kênh NBC rằng họ sẽ "giúp mọi người thấy được chúng tôi trông bình thường sẽ như thế nào".

Video âm nhạc cho thấy Caillat khi đang trang điểm (ảnh trái) và khi đã tẩy trang (phải)

Một video âm nhạc chính thức được phát hành vào ngày 8 tháng 7 năm 2014 trên hệ thống VEVO. Zakiya Jamal từ People mô tả video này "bắt đầu bằng việc giới thiệu nhiều người phụ nữ ở nhiều độ tuổi và phông nền khác nhau, bao gồm cả Caillat, cùng với lớp son phấn, tóc giả và mi giả. Càng về sau video, các cô ấy tự tẩy trang, bỏ đi phần tóc giả và lắc lư mái tóc thật của họ và cùng nhau nở những nụ cười tự nhiên tuơi sáng." Emilee Lindner của MTV News chú ý đến phần cuối khi "Caillat nhìn vào máy quay, vừa mỉm cười vừa hát theo những ca từ cuối cùng, 'Don’t you like you? ‘Cause I like you'."
Video này là một hiện tượng được lan truyền trên mạng toàn cầu trong tuần lễ phát hành đầu tiên, khi đạt đến 9 triệu lượt xem, sau đó vượt ngưỡng 20 triệu lượt xem trên hệ thống Youtube/VEVO, tính đến ngày 19 tháng 8 năm 2014. Robbie Daw của Idolator tán dương Colbie và những nhân vật nữ khác trong đoạn clip vì "cho chúng ta thấy một trong những hình ảnh tuy thầm lặng mà hùng mạnh nhất cho đến thời điểm này trong năm." Bruna Nessif từ E! Online khẳng định video này "cho thấy nhiều nét đẹp tự nhiên và sức mạnh nữ quyền mà chỉ gói gọn trong vòng 4 phút." Lauren Valenti của Marie Claire cho rằng "trải nghiệm chân thật của Caillat chính là lời nhắc nhở về việc giải thoát bản thân khỏi những thói quen làm đẹp thường ngày có thể sẽ giúp bạn cảm thấy tự do - đúng vậy, cho dù thế giới này có đang bị lấp đầy bởi những quan niệm phi hiện thực về cái đẹp đi chăng nữa."

## Trình diễn trực tiếp
Caillat trình diễn độc quyền bài hát này trong chương trình của blogger Perez Hilton. Cô sau đó trình diễn "Try" chính thức trên chương trình Today, cùng việc chia sẻ về bài hát và video âm nhạc của nó. Sau đó, cô có trình diễn bài hát này lần nữa trên chương trình Live with Kelly and Michael (vào ngày 9 tháng 6 năm 2014), The View (vào ngày 12 tháng 8 năm 2014), và tại lễ trao giải Young Hollywood Awards trên các kênh HLN, CBS This Morning và Extra.

## Xếp hạng
| Bảng xếp hạng (2014)                   | Vị trí cao nhất |
| -------------------------------------- | --------------- |
| Úc (ARIA)                              | 67              |
| Bỉ (Ultratip Flanders)                 | 15              |
| Bỉ (Ultratip Wallonia)                 | 32              |
| Canada (Canadian Hot 100)              | 56              |
| Canada AC (Billboard)                  | 21              |
| Canada Hot AC (Billboard)              | 28              |
| Cộng hòa Séc (Singles Digitál Top 100) | 88              |
| Đan Mạch (Tracklisten)                 | 13              |
| Na Uy (VG-lista)                       | 15              |
| Slovakia (Singles Digitál Top 100)     | 84              |
| Thụy Điển (Sverigetopplistan)          | 33              |
| Hoa Kỳ Billboard Hot 100               | 55              |
| Hoa Kỳ Adult Contemporary (Billboard)  | 4               |
| Hoa Kỳ Adult Pop Airplay (Billboard)   | 6               |

| Bảng xếp hạng (2014)              | Vị trí |
| --------------------------------- | ------ |
| US Adult Contemporary (Billboard) | 30     |
| US Adult Pop Songs (Billboard)    | 46     |

### Chứng nhận
| Quốc gia                                                                           | Chứng nhận | Số đơn vị/doanh số chứng nhận |
| ---------------------------------------------------------------------------------- | ---------- | ----------------------------- |
| Hoa Kỳ (RIAA)                                                                      | Bạch kim   | 1,500,000                     |
| * Chứng nhận dựa theo doanh số tiêu thụ. ^ Chứng nhận dựa theo doanh số nhập hàng. |            |                               |

## Lịch sử phát hành
| Khu vực  | Ngày                | Định dạng                             | Nhãn đĩa         | Chú thích     |
| -------- | ------------------- | ------------------------------------- | ---------------- | ------------- |
| Bắc Mỹ   | 9 tháng 6 năm 2014  | Tải nhạc số, Adult Contemporary radio | Republic Records | [ 40 ] [ 41 ] |
| Anh Quốc | 10 tháng 6 năm 2014 | Tải nhạc số                           | Island Records   | [ 42 ]        |
| Nhật Bản | 10 tháng 6 năm 2014 | Tải nhạc số                           | UMG Recordings   | [ 43 ]        |
| Ý        | 10 tháng 6 năm 2014 | Tải nhạc số                           | UMG Recordings   | [ 44 ]        |
| Úc       | 10 tháng 6 năm 2014 | Tải nhạc số                           | UMG Recordings   | [ 45 ]        |
| Đức      | 10 tháng 6 năm 2014 | Tải nhạc số                           | UMG Recordings   | [ 46 ]        |